# Hans Tost
Hans Tost (* 15. August 1907 in Berlin; † 31. August 1958 in Grünwald) war ein deutscher Filmproduzent.

## Leben
Der jüngere Bruder von Walter Tost erhielt eine kaufmännische Ausbildung und entschied sich zunächst für den Schauspielerberuf. Ende der 1920er Jahre kam er mehrmals in Filmrollen zum Einsatz.
1929 beendete er seine Tätigkeit als Schauspieler und wurde Aufnahmeleiter, später Produktions- und Herstellungsleiter. Von 1938 bis 1945 arbeitete er ausschließlich für die Terra, wiederholt bei Inszenierungen Helmut Käutners. Nach Kriegsende war er Geschäftsführer der Stella-Film GmbH. Seine eigene Produktionsfirma, die Hans-Tost-Produktion, existierte nur kurze Zeit.

## Filmografie
als Produzent, Produktions- oder Herstellungsleiter wenn nichts anderes angegeben ist:
| - 1927: Das Heiratsnest (Schauspieler) - 1929: Drei Tage auf Leben und Tod (Schauspieler) - 1930: Die Somme (Schauspieler) - 1931: Student sein, wenn die Veilchen blühen (Schauspieler) - 1934: Ein Mädchen mit Tempo - 1936: Heißes Blut - 1937: Ritt in die Freiheit - 1938: Nanu, Sie kennen Korff noch nicht? - 1938: Petermann ist dagegen - 1938: Schüsse in Kabine 7 - 1938: Kameraden auf See - 1938: Fünf Millionen suchen einen Erben - 1938: Ida - 1938: Dreizehn Stühle - 1939: Das Menuett des Boccherini (Kurzfilm) - 1939: Im Namen des Volkes - 1939: Ziel in den Wolken | - 1939: Der Gouverneur - 1939: Der Dorfbarbier (Kurzfilm) - 1940: Frau nach Maß - 1940: Der liebe Besuch / Der Tischgast (Kurzfilm) - 1940: Kleider machen Leute - 1941: Auf Wiedersehn, Franziska - 1942: Wir machen Musik - 1943: Geliebter Schatz - 1944: Große Freiheit Nr. 7 - 1948: Vor uns liegt das Leben - 1950: Gute Nacht, Mary - 1951: Weiße Schatten - 1951: Die Dame in Schwarz - 1953: Hochzeit auf Reisen - 1954: Regina Amstetten - 1954: Das sündige Dorf - 1955: Vom Himmel gefallen (Special Delivery) - 1956: Bonjour Kathrin |